# 한림성심대학교
한림성심대학교(翰林聖心大學校, Hallym Polytechnic University)는 대한민국 강원특별자치도 춘천시에 있는 사립 전문대학이다.

## 역사
1939년 4월 1일 강원도립춘천의원부속간호양성소가 설립되었다. 1948년 6월 16일 단설로 독립하며 춘천간호기술학교로 승격되었다. 1962년 1월 16일, 춘천간호학교로 승격되고, 1973년 3월 1일, 춘천간호전문학교로 교명을 변경하였다. 1979년 3월 1일, 춘천간호전문대학으로 개편되었다.
1983년 3월 1일, 학교법인 일송학원에 인수되며 공립 대학에서 사립 대학으로 변경되었다. 이듬해 4월 1일, 춘천간호보건전문대학으로 교명을 변경한다. 1988년 12월 13일, 춘천전문대학으로 교명을 변경하며 전산정보처리과 등을 편제하며 기존의 보건학 특성화 전문대학에서 벗어나기 시작한다. 1992년 8월 22일, 춘천시 동면의 현재의 캠퍼스로 교사를 이전하였고, 1993년 11월 10일, 한림전문대학으로 교명을 변경한다. 1998년 5월 1일, 한림정보산업대학으로 교명을 다시금 변경한다. 같은 해 12월 8일, 부속 유치원인 한림유치원(한림성심대학교부속한림유치원)을 설립했다.
2004년 4월 1일, 한림성심대학으로 교명을 변경하였고, 2011년 11월 21일, 현재의 교명인 한림성심대학교로 교명을 변경하여 현재에 이르고 있다.

## 교육편제
한림성심대학교는 관광, IT, 인문사회, 보건의료, 건설, 예체능 등 6개 계열로 구분, 18개 학과를 편제하여 전문학사 과정과 일반학사 과정(간호학과)을 교수하고 있다.

## 같이 보기
- 한림대학교
- 윤덕선